# Championnat de Roumanie de rugby à XV 2015
Navigation
SuperLiga 2014 SuperLiga 2016
Le championnat de Roumanie de rugby à XV 2015 ou SuperLiga 2015 est 101e édition de la compétition qui se déroule du 28 mars 2015 au 28 novembre 2015. Elle oppose les six meilleures équipes de Roumanie.

## Liste des équipes en compétition
Les 6 équipes de SuperLiga sont :
| CSM Baia Mare CSM Bucarest Dinamo Bucarest Steaua Bucarest Timișoara Saracens CSU Cluj-Napoca |

| Équipe                       | Entraineur(s)     | Stade                       | Capacité | Ville       |
| ---------------------------- | ----------------- | --------------------------- | -------- | ----------- |
| CSM Baia Mare                | Eugen Apjok       | Stadionul Lascăr Ghineţ     | 2 500    | Baia Mare   |
| CSM Bucarest                 | Danie de Villiers | Stade Arcul de Triumf       | 5 500    | Bucarest    |
| Dinamo Bucarest              | Stefan Demci      | Stadionul Florea Dumitrache | 1 100    | Bucarest    |
| RC Steaua Bucarest           | George Sava       | Stadionul Ghencea II        | 3 000    | Bucarest    |
| Timișoara Saracens           | Grainger Heikell  | Stade Dan-Păltinișanu       | 32 019   | Timișoara   |
| CS Universitatea Cluj-Napoca | Ion Teodorescu    | Cluj Arena                  | 30 201   | Cluj-Napoca |

## Résumé des résultats

### Classement de la phase régulière
| Rang | Club                         | J | V | N | D | Bo | Bd | Pm  | Pe  | Diff | Pts |
| ---- | ---------------------------- | - | - | - | - | -- | -- | --- | --- | ---- | --- |
| 1    | Timișoara Saracens           | 9 | 7 | 1 | 1 | 3  | 0  | 265 | 174 | +91  | 33  |
| 2    | RC Steaua Bucarest           | 8 | 5 | 1 | 2 | 3  | 1  | 204 | 163 | +41  | 26  |
| 3    | CSM Bucarest                 | 8 | 3 | 2 | 3 | 2  | 1  | 176 | 156 | +20  | 19  |
| 6    | CSM Baia Mare (T)            | 6 | 3 | 0 | 3 | 2  | 2  | 156 | 115 | +41  | 16  |
| 3    | Dinamo Bucarest              | 9 | 3 | 0 | 6 | 0  | 1  | 160 | 245 | -85  | 13  |
| 5    | CS Universitatea Cluj-Napoca | 8 | 1 | 0 | 7 | 0  | 3  | 128 | 236 | -108 | 7   |

|  | T : tenant du titre 2014 |

Attribution des points : victoire sur tapis vert : 5, victoire : 4, match nul : 2, défaite : 0, forfait : -2 ; plus les bonus (offensif : victoire par 7 points d'écart minimum en ayant inscrit au moins 4 essais ; défensif : défaite par 7 points d'écart maximum).
Règles de classement : ?

## Résultats détaillés

### Phase régulière

#### Tableau synthétique des résultats
L'équipe qui reçoit est indiquée dans la colonne de gauche.
| Clubs              | BAI   | CSM   | DIN   | STE   | TIM   | UCN   |
| ------------------ | ----- | ----- | ----- | ----- | ----- | ----- |
| CSM Baia Mare      |       | 19-5  | 32-0  |       | 19-24 |       |
| CSM Bucarest       |       |       |       | 13-13 | 18-27 | 22-23 |
| Dinamo Bucarest    | 35-33 | 19-23 |       | 22-30 | 23-34 | 16-14 |
| RC Steaua Bucarest |       | 23-42 | 26-13 |       | 31-18 | 36-12 |
| Timișoara Saracens | 33-14 | 12-12 | 39-15 | 30-28 |       |       |
| Universitatea Cluj | 18-39 | 20-41 | 14-17 | 13-17 | 14-48 |       |

|  | Victoire à domicile |  | Match nul |  | Défaite à domicile |

## Statistiques

### Meilleurs marqueurs d'essais
| Rang | Joueur            | Club               | Essais |
| ---- | ----------------- | ------------------ | ------ |
| 1    | Tanginama Fonovai | Timișoara Saracens | 6      |
| -    | Atelea Okati      | CSM Bucarest       | 6      |
| 3    | Simi Kata         | Dinamo Bucarest    | 5      |
| -    | Stelian Burcea    | Timișoara Saracens | 5      |
| 5    | Nemia Kenatale    | Steaua Bucarest    | 3      |

### Meilleurs marqueurs de points
| Rang | Joueur               | Club               | Points |
| ---- | -------------------- | ------------------ | ------ |
| 1    | Valentin Calafeteanu | Timișoara Saracens | 84     |
| 2    | Dan Dumbrava         | Steaua Bucarest    | 79     |
| 3    | Florin Vlaicu        | CSM Bucarest       | 58     |
| 4    | Luke Samoa           | CSM Baia Mare      | 53     |
| 5    | Eugene Jantjies      | Dinamo Bucarest    | 50     |

### Joueurs internationaux (hors Roumanie)
| - Sosene Anesi (1 sélection) - Heroshi Tea (5 sélections) - Malakai Ravulo (30 sélections) - Nemia Kenatale (29 sélections) - Taniela Rawaqa (17 sélections) - Manasa Saulo (17 sélections) - Jonetani Ralulu (15 sélections) - Sean Morrell (1 sélection) - Mateo Malupo (4 sélections) - Paula Kata (4 sélections) - Siale Fahiua (2 sélections) - Bidzina Samkharadze (61 sélections) | - Andrew Suniula (33 sélections) - Eugene Jantjies (38 sélections) - McGrath Van Wyk (9 sélections) - Renaud Van Neel (3 sélections) - Andrei Romanov (24 sélections) - Mihai Golubenco (14 sélections) - Igor Orghianu (12 sélections) - Victor Leon (8 sélections) - Ruslan Dorogan (4 sélections) - Ion Cavcaliuc (2 sélections) - Stefan Dordevic (3 sélections) - Istok Totic (2 sélections) |